# Emomalī Rahmon
Emomalī Rahmon (in tagico: Эмомалӣ Раҳмон, in persiano: امام‌علی رحمان, nato Emomali Šaripovič Rahmonov, in russo Эмомали Шарипович Рахмонов?, in tagico: Эмомалӣ Шарифович Раҳмонов, Emomalí Şarifoviç Rahmonov; Danghara, 5 ottobre 1952) è un politico e generale tagiko, Presidente del Tagikistan dal 1994 dopo essere stato per due anni dal 1992 al 1994, Presidente dell'Assemblea Suprema. Il suo governo è considerato da Human Rights Watch come una dittatura, citando l'incarcerazione di critici del governo, una campagna per forzare il ritorno di dissidenti politici esiliati all'estero e repressioni sulla libertà di espressione e di credo.

## Biografia
Nato da Sharif Rahmonov e Mayram Sharifova, una famiglia di contadini di Danghara, nell'oblast' Kulob (l'attuale provincia Khatlon), allora parte dell'Unione Sovietica, Rahmon ha prestato servizio militare dal 1971 al 1974 nella flotta sovietica del Pacifico, di stanza nel Primorsky Krai. Al termine, Rahmon è tornato nel suo villaggio natale dove ha lavorato per qualche tempo come elettricista.
Come apparatčik in ascesa in Tagikistan, è diventato presidente della fattoria statale collettiva di Danghara. Secondo la sua biografia ufficiale, Rahmon si è laureato in economia all'Università Nazionale del Tagikistan nel 1982. Dopo aver lavorato per diversi anni nel sindacato di Sovchoz a Danghara, Rahmon è stato nominato presidente del Sovchoz nel 1987.

### Primo mandato da presidente
Nel 1990 è stato eletto deputato del popolo al Soviet Supremo della RSS Tagika. Nel 1992, dopo l'indipendenza del Tagikistan decisa a Xuçand nel novembre di quell'anno dal Soviet Supremo (presieduto da Akbarsho Iskandarov) nel tentativo di porre fine ai disordini civili scoppiati nel Paese, è stato rieletto nello stesso organismo diventandone poi presidente in seguito alle dimissioni del comunista Rahmon Nabiev. Qualche mese dopo è stato eletto Presidente della Repubblica e capo del governo.
Durante la guerra civile, che durò dal 1992 al 1997, il governo di Rahmonov fu osteggiato dall'opposizione tagika unita. Ben 100.000 persone morirono durante la guerra. Rahmonov è sopravvissuto ad un attentato il 30 aprile 1997 a Xuçand, e a due tentativi di colpo di Stato nell'agosto 1997 e nel novembre 1998.
Nel 1994, una nuova costituzione ha ristabilito la presidenza. Rahmonov è stato eletto alla carica il 6 novembre 1994 e ha prestato giuramento dieci giorni dopo. A seguito di modifiche costituzionali, è stato rieletto il 6 novembre 1999 per un mandato di sette anni, ottenendo ufficialmente il 97% dei voti. Il 22 giugno 2003 ha vinto un referendum che gli avrebbe consentito di candidarsi per altri due mandati di sette anni consecutivi dopo la scadenza del suo mandato nel 2006. L'opposizione sostiene che questo emendamento fosse nascosto in un modo da rasentare la frode elettorale. Rahmonov è stato poi rieletto per un mandato di sette anni in una controversa elezione il 6 novembre 2006, con circa il 79% dei voti, stando almeno ai risultati ufficiali.
Rahmonov è musulmano e ha compiuto l'ḥajj quando è andato alla Mecca nel marzo 1997. Si è appellato a legami più stretti con le altre nazioni islamiche della regione, in particolar modo con le nazioni di lingua persiana dell'Iran e dell'Afghanistan. La sua risposta alle critiche sulle elezioni presidenziali del Tagikistan del 2006 fu:
(Emomali Sharifovich Rahmonov)

### Zoroastro, un tagiko
Rahmonov ha convinto l'UNESCO a indire la celebrazione del terzo millennio dalla nascita di Zoroastro nel 2003 e nel suo libro, I tagiki nello specchio della storia, sostiene che Zoroastro fosse un tagiko originario della Bactria. In questo libro, Rahmonov ha scritto anche:
(Emomali Sharifovich Rahmonov)

### Cambiamento del nome
Nel marzo 2007, Rahmonov ha cambiato il suo cognome in Rahmon, eliminando il finale "-ov" di origine russa e ha anche rimosso del tutto il patronimico Sharipovich dal proprio nome; ha spiegato di averlo fatto per rispetto del suo patrimonio culturale. In seguito all'iniziativa, decine di funzionari governativi, membri del parlamento e funzionari pubblici di tutto il paese rimossero i patronimici di origine russa e le desinenze "-ov" dai loro cognomi. Dall'aprile 2016, il Tagikistan vieta ufficialmente di dare patronimici e cognomi russi ai neonati.

### Rielezione del 2013
Il 6 novembre 2013, è stato rieletto per il secondo mandato di sette anni, con circa l'84% dei voti, in un'elezione che l'Organizzazione per la sicurezza e la cooperazione in Europa ha dichiarato prive di "scelta genuina e pluralismo significativo".
Nel dicembre 2015, una legge approvata dal parlamento del Tagikistan ha dato a Rahmon il titolo di "fondatore della pace e dell'unità nazionale, Leader della Nazione" (in tagico: Асосгузори сулҳу ваҳдати миллӣ - Пешвои миллат, Asosguzori sulhu Vahdati Millî - Peşvo'i Millat; in russo: Основатель мира и национального единства - Лидер нации, Osnovatel mira i natsionalnogo yedinstva - Lider natsii). Una versione più breve del titolo, "Leader of the Nation", è usata frequentemente. Oltre a concedere a Rahmon l'immunità a vita da ogni accusa, la legge gli ha anche concesso una serie di altri privilegi per tutta la vita, inclusi poteri di veto su tutte le principali decisioni statali, la libertà di rivolgersi alla nazione e al parlamento su tutte le questioni che ritiene importanti e il privilegio di partecipare a tutte le riunioni del governo e alle sessioni del parlamento.

### Referendum costituzionale del 2016
Il 22 maggio 2016 un referendum nazionale ha approvato una serie di modifiche alla costituzione del paese: uno dei principali cambiamenti è stata la revoca al limite dei mandati presidenziali, consentendo così a Rahmon di rimanere al potere quanto vuole. Altri cambiamenti chiave furono la messa fuori legge dei partiti politici basati sulla fede, bandendo così il partito islamico Revival Party dalla politica del paese, e ridotto l'età minima di ammissibilità per i candidati presidenziali da 35 a 30, permettendo al figlio maggiore di Rahmon, Rustam Emomali, di candidarsi alla presidenza in qualsiasi momento dopo il 2017. Nel gennaio 2017, Rustam Emomali è stato nominato sindaco di Dušanbe, la capitale del paese, una posizione chiave che alcuni analisti vedono come il primo passo verso il vertice del governo.
Secondo l'ambasciatore statunitense in Tagikistan, il governo di Rahmon è caratterizzato da clientelismo e corruzione. Rahmon e la sua famiglia controllano le principali attività commerciali del paese, inclusa la banca più importante. Nel novembre 2018, Rahmon ha avviato una centrale idroelettrica per raddoppiare e risolvere i problemi energetici con la realizzazione della diga Rogun, la più alta al mondo. La diga, per la quale il paese si è fortemente indebitato, è in fase di realizzazione da parte dell'impresa italiana Webuild, già Salini Impregilo.

### Rielezione del 2020
Nell'ottobre 2020 è stato rieletto presidente con oltre il 90% dei voti.

## Vita privata
Rahmonov è sposato con Azizmo Asadullaeva e ha nove figli, di cui sette femmine e due maschi.